# Türkiye Kupası 1985/86
Die Türkiye Kupası 1985/86 war die 24. Auflage des türkischen Fußball-Pokalwettbewerbes. Der Wettbewerb begann am 2. Oktober 1985 mit der 1. Hauptrunde und endete am 28. Mai 1985 mit dem Finale. Im Endspiel trafen Altay Izmir und Bursaspor aufeinander. Bursaspor nahm zum dritten Mal am Finale teil und Altay zum siebten Mal.
Bursaspor gewann den Pokal zum ersten Mal. Sie besiegten Altay mit 2:0.

## 1. Hauptrunde
Die 1. Hauptrunde wurde am 2 bis 3. Oktober 1985 ausgetragen. Alanyaspor und Ayvalıkgücü erhielten ein Freilos und waren für die 2. Hauptrunde qualifiziert.
|                              | Ergebnis |                        |
| ---------------------------- | -------- | ---------------------- |
| Bayrampaşaspor               | 0:1      | Zeytinburnuspor        |
| Galatasaray Istanbul (II)    | 3:5      | Beyoğluspor            |
| Ümraniyespor                 | 0:0      | Gölcükspor             |
| Alibeyköyspor                | 0:1      | Kasımpaşa Istanbul     |
| Çengelköyspor                | 0:2      | Galata SK              |
| Fatih Karagümrük SK          | 2:3      | Gaziosmanpaşaspor      |
| Van İskelespor               | 2:2      | Kızıltepespor          |
| Altınordu İzmir              | 2:1      | Ülküspor               |
| Bursa Kültürspor             | 0:0      | Pendikspor             |
| PTT                          | 6:1      | Yeni Sincanspor        |
| Ağrıspor                     | 0:1      | Sebatspor              |
| Bayburtspor                  | 2:1      | Giresunspor            |
| Bingölspor                   | 1:0      | Bulancakspor           |
| Bitlisspor                   | 0:4      | Diyarbakırspor         |
| Diyarbakır Yolspor           | 1:0      | Batman Petrolspor      |
| Elbistanspor                 | 2:0      | Pazarcık Aksuspor      |
| Erzincanspor                 | 2:1      | Sivas Demirspor        |
| Erzurumspor                  | 2:1      | Sivasspor              |
| Eyüpspor                     | 1:0      | Beylerbeyispor         |
| Hatayspor                    | 2:0      | Kilisspor              |
| Iğdırspor                    | 1:2      | Artvinspor             |
| İslahiyespor                 | 1:0      | İskenderunspor         |
| Kadirli İdman Yurdu          | 2:1      | Ceyhanspor             |
| Kahramanmaraşspor            | 1:1      | Adana Demirspor        |
| Karsspor                     | 2:2      | Hopaspor               |
| Kartalspor                   | 0:2      | Beykozspor             |
| Kırıkhanspor                 | 1:0      | Gaziantepspor          |
| İskenderun Demir Çelikspor   | 0:0      | Osmaniyespor           |
| Palandökenspor               | 0:1      | Gümüşhanespor          |
| Reyhanlıspor                 | 2:0      | Afşinspor              |
| Siirtspor                    | 2:0      | Adıyamanspor           |
| Şanlıurfaspor                | 0:0      | Nizipspor              |
| Tuncelispor                  | 1:1      | Mardinspor             |
| Vanspor                      | 1:0      | Elazığspor             |
| Vefa Istanbul                | 2:1      | Süleymaniye Sirkeci    |
| Viranşehirspor               | 0:0      | Muşspor                |
| Karşıyaka Izmir              | 1:0      | Torbalıspor            |
| Yeşilovaspor                 | 4:3      | İzmirspor              |
| Afyonspor                    | 8:0      | Niğdespor              |
| Alaşehirspor                 | 1:1      | Ödemiş Spor            |
| Antalya Yolspor              | 1:1      | Aydınspor              |
| Akyazıspor                   | 3:3      | Üsküdar Anadolu        |
| Bandırmaspor                 | 4:1      | Çanspor                |
| Bigaspor                     | 3:1      | Edremitspor            |
| Boluspor                     | 2:0      | Keçiörengücü           |
| Bucaspor                     | 5:1      | Kemalpaşaspor          |
| Çine Madranspor              | 3:2      | Yeşilbağlar S.Sitespor |
| Çorumspor                    | 1:1      | Sinopspor              |
| Dardanelspor                 | 1:1      | Akhisar Belediyespor   |
| Denizli Emsan Şirinköy       | 4:1      | Sökespor               |
| Düzcespor                    | 1:0      | Bartınspor             |
| Edirnespor                   | 2:3      | Lüleburgazspor         |
| Erdekspor                    | 1:1      | Bergamaspor            |
| Erdemirspor                  | 2:1      | Çubukspor              |
| Hayraboluspor                | 0:0      | Babaeskispor           |
| İnegölspor                   | 2:1      | Yalovaspor             |
| Karabükspor                  | 1:0      | Mudurnuspor            |
| Karacabeyspor                | 0:0      | Uşakspor               |
| Karamanspor                  | 1:0      | Aksarayspor            |
| Keşanspor                    | 1:0      | Yedikulespor           |
| Kırklarelispor               | 1:0      | Silivrispor            |
| Kırşehirspor                 | 2:2      | Şekerspor              |
| Kilimlispor                  | 0:1      | Tavşanlı Linyitspor    |
| Konya Ereğlispor             | 1:1      | Tarsus İdman Yurdu     |
| Konya Sanayispor             | 0:1      | İçel Demirspor         |
| Kuşadasıspor                 | 0:2      | Ispartaspor            |
| Kütahya Termikspor           | 3:0      | Eskişehir Demirspor    |
| Malkaraspor                  | 3:5      | Çorluspor              |
| Manisaspor                   | 2:1      | Balıkesirspor          |
| Menemenspor                  | 2:3      | Göztepe Izmir          |
| Mersin İdman Yurdu           | 0:0      | Konyaspor              |
| Merzifonspor                 | 0:4      | Sitespor               |
| MKE Kırıkkalespor            | 1:0      | Tokatspor              |
| Muğlaspor                    | 0:0      | Antalyaspor            |
| Mustafakemalpaşaspor         | 0:2      | İznikspor              |
| Nevşehirspor                 | 2:0      | Borspor                |
| Petrol Ofisi SK              | 1:0      | Fatsaspor              |
| Polatlıspor                  | 2:1      | Kütahyaspor            |
| Yeni Bornovaspor             | 3:1      | Ödemişspor             |
| Sakarya Karadenizspor        | 2:0      | Gebzespor              |
| Sarayköyspor                 | 1:1      | Fethiyespor            |
| Seydişehir Eti Alüminyumspor | 0:1      | Adanaspor              |
| Sönmez Filamentspor          | 2:0      | Kocaeli SEKA Kağıtspor |
| Tirespor                     | 1:4      | Yeni Nazillispor       |
| Turgutluspor                 | 1:5      | Yeni Salihlispor       |
| Ünyespor                     | 2:1      | MKE Çankırıspor        |
| Yeni Milasspor               | 1:0      | Buldan Belediyespor    |
| Yozgatspor                   | 0:0      | Çarşambaspor           |
| Bafraspor                    | 4:0      | Amasyaspor             |
| Feriköyspor                  | 3:0      | Taksimspor             |
| Türk Hava Yolları SK         | 3:1      | İstanbulspor           |
| Anadoluhisarı İdman Yurdu    | 4:3      | Davutpaşaspor          |
| Bakırköyspor                 | 2:0      | Tekirdağspor           |
| Ankara Demirspor             | 1:0      | Kastamonuspor          |

### Entscheidungsspiele
Die Entscheidungsspiele der 1. Hauptrunde wurden am 9. Oktober 1985 ausgetragen.
|                    | Ergebnis  |                            |
| ------------------ | --------- | -------------------------- |
| Adana Demirspor    | 4:5       | Kahramanmaraşspor          |
| Akhisarspor        | 3:1       | Dardanelspor               |
| Antalyaspor        | 4:0       | Muğlaspor                  |
| Hopaspor           | 2:0       | Karsspor                   |
| Aydınspor          | 2:0       | Antalya Yolspor            |
| Babaeskispor       | (a)1:1(a) | Hayraboluspor              |
| Bergamaspor        | 1:0       | Erdekspor                  |
| Çarşambaspor       | 2:0       | Bozokspor                  |
| Fethiyespor        | 2:1       | Sarayköyspor               |
| Gölcükspor         | 3:2       | Ümraniyespor               |
| Kızıltepespor      | 3:0       | Van İskelespor             |
| Mardinspor         | 3:1       | Tuncelispor                |
| Muşspor            | 2:0       | Viranşehirspor             |
| Nizipspor          | 0:3       | Şanlıurfaspor              |
| Osmaniyespor       | 4:1       | İskenderun Demir Çelikspor |
| Ödemiş Spor        | 1:3       | Alaşehirspor               |
| Pendikspor         | 1:1       | Bursa Kültürspor(a)        |
| Sinopspor          | 5:1       | Çorumspor                  |
| Tarsus İdman Yurdu | 5:0       | Konya Ereğlispor           |
| Konyaspor          | 2:0       | Mersin İdman Yurdu         |
| Şekerspor          | (a)0:0(a) | Kırşehirspor               |
| Uşakspor           | 2:1       | Karacabeyspor              |
| Üsküdar Anadolu    | 6:1       | Akyazıspor                 |

## 2. Hauptrunde
Die 2. Hauptrunde wurde am 30. Oktober 1985 ausgetragen.
|                        | Ergebnis              |                       |
| ---------------------- | --------------------- | --------------------- |
| Ankara Demirspor       | 1:0                   | MKE Kırıkkalespor     |
| Galata SK              | 2:0                   | Eyüpspor              |
| Göztepe Izmir          | 4:2                   | Yeşilovaspor          |
| Türk Hava Yolları SK   | 2:2 n. V. (2:4 i. E.) | Beyoğluspor           |
| Akçaabat Sebatspor     | 2:2                   | Erzurumspor           |
| Altınordu Izmir        | 1:0                   | Yeni Bornovaspor      |
| Hopaspor               | 3:0                   | Bingölspor            |
| Artvinspor             | 1:0                   | Gümüşhanespor         |
| Aydınspor              | 1:1                   | Alanyaspor            |
| Bayburtspor            | 2:0                   | Erzincanspor          |
| Bergamaspor            | 1:1                   | Akhisarspor           |
| Beykozspor             | 0:1                   | İznikspor             |
| Bigaspor               | 2:0                   | Bandırmaspor          |
| Boluspor               | 5:1                   | Erdemir Ereğlispor    |
| Bucaspor               | 0:2                   | Alaşehirspor          |
| Çarşambaspor           | 0:0                   | Sitespor              |
| Çorluspor              | 3:0                   | Hayraboluspor         |
| Denizli Emsan Şirinköy | 2:0                   | Yeni Milasspor        |
| Diyarbakırspor         | 2:1                   | Siirtspor             |
| Düzcespor              | 2:1                   | Kütahya Termikspor    |
| Elbistanspor           | 2:1                   | Kırıkhanspor          |
| Fethiyespor            | 2:4                   | Antalyaspor           |
| Ispartaspor            | 3:0                   | Çine Madranspor       |
| İnegölspor             | 4:1                   | Bursa Kültürspor      |
| İslahiyespor           | 0:1                   | Osmaniyespor          |
| Kahramanmaraşspor      | 1:0                   | Hatayspor             |
| Karamanspor            | 0:2                   | Adanaspor             |
| Kasımpaşa Istanbul     | 2:1                   | Anadoluhisarı         |
| Keşanspor              | 0:2                   | Kırklarelispor        |
| Kızıltepespor          | 1:2                   | Mardinspor            |
| Manisaspor             | 4:1                   | Ayvalıkgücü           |
| Muşspor                | 1:0                   | Diyarbakır Yolspor    |
| Yeni Nazillispor       | 1:1                   | Karşıyaka SK          |
| Nevşehirspor           | 1:0                   | İçel Demirspor        |
| Polatlıspor            | 2:2 n. V. (3:5 i. E.) | PTT                   |
| Reyhanlıspor           | 0:0                   | Kadirli İdman Yurdu   |
| Sinopspor              | 1:1                   | Ünyespor              |
| Sönmez Filamentspor    | 2:1                   | Gölcükspor            |
| Şekerspor              | 1:0                   | Tarsus İdman Yurdu    |
| Tavşanlı Linyitspor    | 0:0                   | Karabükspor           |
| Konyaspor              | 0:2                   | Afyonspor             |
| Üsküdar Anadolu        | 4:1                   | Sakarya Karadenizspor |
| Vanspor                | 2:1                   | Şanlıurfaspor         |
| Vefa Istanbul          | 2:0                   | Lüleburgazspor        |
| Yeni Salihlispor       | 1:0                   | Uşakspor              |
| Bafraspor              | 0:0                   | Petrol Ofisi SK       |
| Feriköy SK             | 1:0                   | Gaziosmanpaşaspor     |
| Zeytinburnuspor        | 1:0                   | Bakırköyspor          |

### Entscheidungsspiele
Die Entscheidungsspiele der 2. Hauptrunde wurden am 6. November 1985 ausgetragen.
|                     | Ergebnis  |                     |
| ------------------- | --------- | ------------------- |
| Sitespor            | 1:0       | Çarşambaspor        |
| Akhisarspor         | 0:1       | Bergamaspor         |
| Alanyaspor          | (a)0:0(a) | Aydınspor           |
| Erzurumspor         | 5:0       | Sebatspor           |
| Kadirli İdman Yurdu | 0:2       | Reyhanlıspor        |
| Karabükspor         | 2:0       | Tavşanlı Linyitspor |
| Karşıyaka SK        | 4:0       | Yeni Nazillispor    |
| Petrol Ofisi SK     | 1:3 n. V. | Bafraspor           |
| Ünyespor            | 0:3       | Sinopspor           |

## 3. Hauptrunde
Die 3. Hauptrunde wurde am 27. November 1985 ausgetragen.
|                       | Ergebnis        |                    |
| --------------------- | --------------- | ------------------ |
| Feriköy SK            | 0:1             | Kasımpaşa Istanbul |
| Sitespor              | 4:0             | Sinopspor          |
| Zeytinburnuspor       | 1:1             | Kırklarelispor     |
| Alaşehir Belediyespor | 0:1             | Altınordu Izmir    |
| Artvin Hopaspor       | 0:1             | Bayburtspor        |
| Beyoğluspor           | 2:1             | Galata SK          |
| Bigaspor              | 0:1             | Yeni Salihlispor   |
| Boluspor              | 0:0             | PTT                |
| Diyarbakırspor        | 4:1             | Vanspor            |
| Elbistanspor          | 1:0             | Kahramanmaraşspor  |
| Erzurumspor           | 1:0             | Artvinspor         |
| Göztepe Izmir         | 0:0 (3:5 i. E.) | Karşıyaka SK       |
| Ispartaspor           | 3:3             | Alanyaspor         |
| Iznikspor             | 2:0             | Üsküdar Anadolu    |
| Karabükspor           | 0:0             | Düzcespor          |
| Manisaspor            | 2:2             | Bergamaspor        |
| Mardinspor            | 0:0             | Muşspor            |
| Nevşehirspor          | 1:1             | Adanaspor          |
| Reyhanlıspor          | 2:1             | Osmaniyespor       |
| Sönmez Filamentspor   | 2:1             | İnegölspor         |
| Şekerspor             | 1:2             | Afyonspor          |
| Vefa Istanbul         | 1:0             | Çorluspor          |
| Bafraspor             | 2:0             | Ankara Demirspor   |

### Entscheidungsspiel
Die Entscheidungsspiele fanden am  4. Dezember 1985 statt.
|                        | Ergebnis  |                 |
| ---------------------- | --------- | --------------- |
| Adanaspor              | 4:0       | Nevşehirspor    |
| Muşspor                | 1:0       | Mardinspor      |
| Alanyaspor             | 2:0       | Ispartaspor     |
| Bergamaspor            | 1:2       | Manisaspor      |
| Denizli Emsan Şirinköy | (a)1:1(a) | Antalyaspor     |
| Düzcespor              | 4:3       | Karabükspor     |
| Kırklarelispor         | 0:1       | Zeytinburnuspor |
| PTT                    | 3:2       | Boluspor        |

## 4. Hauptrunde
Die 4. Hauptrunde wurde am 18. Dezember 1985 ausgetragen.
|                        | Ergebnis              |                     |
| ---------------------- | --------------------- | ------------------- |
| Denizli Emsan Şirinköy | 5:1                   | Alanyaspor          |
| Düzcespor              | 1:2                   | PTT                 |
| Iznikspor              | 0:0 n. V. (2:4 i. E.) | Sönmez Filamentspor |
| Karşıyaka SK           | 3:0                   | Altınordu Izmir     |
| Kasımpaşa Istanbul     | 1:1 n. V. (5:4 i. E.) | Beyoğluspor         |
| Manisaspor             | 1:3                   | Yeni Salihlispor    |
| Vefa Istanbul          | 4:4 n. V. (3:2 i. E.) | Zeytinburnuspor     |
| Adanaspor              | 2:1                   | Afyonspor           |
| Bayburtspor            | 0:0                   | Erzurumspor         |
| Diyarbakırspor         | 1:0                   | Muşspor             |
| Reyhanlıspor           | 8:2                   | Elbistanspor        |
| Bafraspor              | 1:0                   | Sitespor            |
| Muğlaspor              | 1:0                   | Ispartaspor         |
| Kayserispor            | 2:1                   | Samsunspor          |

### Entscheidungsspiel
Das Entscheidungsspiel zwischen Erzurumspor gegen Bayburtspor fand am 25. Dezember 1985 statt.
|             | Ergebnis |             |
| ----------- | -------- | ----------- |
| Erzurumspor | 3:0      | Bayburtspor |

## 5. Hauptrunde
Die 5. Hauptrunde wurde am 5. und 6. Februar 1986 ausgetragen.
|                        | Ergebnis |                      |
| ---------------------- | -------- | -------------------- |
| Beşiktaş Istanbul (II) | 0:1      | PTT                  |
| İskenderunspor         | 1:0      | Kahramanmaraşspor    |
| Denizli Emsan Şirinköy | 3:2      | Vefa Istanbul        |
| Denizlispor            | 4:0      | Sönmez Filamentspor  |
| Erzurumspor            | 2:0      | Yeni Salihlispor     |
| Eskişehirspor          | 1:2      | MKE Ankaragücü       |
| Gençlerbirliği Ankara  | 2:1      | Çaykur Rizespor      |
| Karşıyaka SK           | 1:1      | Beşiktaş Istanbul    |
| Kasımpaşa Istanbul     | 0:3      | Bursaspor            |
| Kayserispor            | 1:0      | Diyarbakırspor       |
| Kocaelispor            | 0:0      | Trabzonspor          |
| Orduspor               | 0:0      | Galatasaray Istanbul |
| Reyhanlıspor           | 1:3      | Adanaspor            |
| Sakaryaspor            | 2:0      | Fenerbahçe Istanbul  |
| Sarıyer SK             | 1:0      | Malatyaspor          |
| Altay Izmir            | 6:0      | Bafraspor            |
| Orduspor (Amateure)    | 0:2      | Zonguldakspor        |

### Entscheidungsspiel
Die Entscheidungsspiele fanden am 12. Februar 1986 statt.
|                      | Ergebnis  |              |
| -------------------- | --------- | ------------ |
| Trabzonspor          | 5:0       | Kocaelispor  |
| Beşiktaş Istanbul    | (a)0:0(a) | Karşıyaka SK |
| Galatasaray Istanbul | 4:0       | Orduspor     |

## 6. Hauptrunde
Spieltermin: 5. – 6. März 1986
|                        | Ergebnis |                |
| ---------------------- | -------- | -------------- |
| Adanaspor              | 3:1      | Erzurumspor    |
| Beşiktaş Istanbul      | 2:2      | Sakaryaspor    |
| Denizli Emsan Şirinköy | 1:5      | MKE Ankaragücü |
| Galatasaray Istanbul   | 2:1      | Trabzonspor    |
| Gençlerbirliği Ankara  | 3:1      | Zonguldakspor  |
| PTT                    | 2:1      | Kayserispor    |
| Denizlispor            | 0:2      | Bursaspor      |
| Sarıyer SK             | 1:3      | Altay Izmir    |

### Entscheidungsspiel
Spieltermin: 19. März 1986
|             | Ergebnis  |                   |
| ----------- | --------- | ----------------- |
| Sakaryaspor | (a)0:0(a) | Beşiktaş Istanbul |

## Viertelfinale
Das Viertelfinale fand am 26. März 1986 statt.
|                       | Ergebnis |                |
| --------------------- | -------- | -------------- |
| Altay Izmir           | 0:0      | Adanaspor      |
| Galatasaray Istanbul  | 2:1      | MKE Ankaragücü |
| Gençlerbirliği Ankara | 1:2      | Bursaspor      |
| PTT                   | 2:2      | Sakaryaspor    |

### Entscheidungsspiel
Die Entscheidungsspiele für den Einzug ins Halbfinale wurden am 2. April 1986 ausgetragen.
|             | Ergebnis  |             |
| ----------- | --------- | ----------- |
| Adanaspor   | (a)1:1(a) | Altay Izmir |
| Sakaryaspor | (a)0:0(a) | PTT         |

## Halbfinale
Das Halbfinale wurde am 16. April 1986 ausgetragen.
|                      | Ergebnis |             |
| -------------------- | -------- | ----------- |
| Bursaspor            | 1:0      | Sakaryaspor |
| Galatasaray Istanbul | 0:1      | Altay Izmir |

## Finale
| Paarung        | Bursaspor – Altay Izmir |
| Ergebnis       | 2:0 (1:0) |
| Datum          | 28. Mai 1986 um 15:00 Uhr |
| Stadion        | Bursa-Atatürk-Stadion, Bursa |
| Schiedsrichter | Coşkun Kutay |
| Tore           | 1:0 Mihaly Tulipan (45.) 2:0 Beyhan Çalışkan (60., Elfmeter) |
| Bursaspor      | Eser Kardeşler – Erdinç Kayan, Yalçın Gündüz, Attila Kerekes, Taygun Erdem – Salih Salimoğlu, Sedat Özden, Beyhan Çalışkan – Hamit Ayden (81. Kadir Çattiık), Gürsel Hattat, Mihaly Tulipan (79. Taner Taylan) Cheftrainer: Tomislav Kaloperović ( Jugoslawien) |
| Altay Izmir    | Ercan Ertemçöz – Önder Bilgin, Miodrag Jesic, Turgut Uçar, Zafer Bilgetay – Şeref Emeç, İsa Ertürk, Ümit Kayıhan, Mirza Sejdic (73. Serdar Berkin) – Reha Kapsal, Erdi Demir Cheftrainer: Kemal Omeragić ( Jugoslawien)                                         |
| Gelbe Karten   | Sedat Özden, Erdinç Kayan – İsa Ertürk, Reha Kapsal |

## Beste Torschützen
| Rang | Spieler         | Verein                | Tore |
| ---- | --------------- | --------------------- | ---- |
| 1    | Erdi Demir      | Altay Izmir           | 4    |
| 2    | Kayhan Kaynak   | Adanaspor             | 3    |
| 2    | Miodrag Ješić   | Altay Izmir           | 3    |
| 2    | Avni Okumuş     | Gençlerbirliği Ankara | 3    |
| 2    | Hasan Şengün    | Trabzonspor           | 3    |
| 2    | Hasan Yıldırım  | Galatasaray Istanbul  | 3    |
| 7    | Beyhan Çalışkan | Bursaspor             | 2    |
| 7    | Durmuş Çolak    | MKE Ankaragücü        | 2    |
| 7    | Taygun Erdem    | Bursaspor             | 2    |
| 7    | Reha Kapsal     | Altay Izmir           | 2    |